# 代滕豪森
代滕豪森（德語：Dettenhausen，發音：[dɛtn̩ˈhaʊzn̩]）是德国巴登-符腾堡州蒂宾根行政区蒂宾根县的市镇，面积11.02平方千米，2023年12月31日人口为5,630人。